# Callochiton perscrutandus
Callochiton perscrutandus är en blötdjursart som först beskrevs av Tom Iredale och Hull 1929.  Callochiton perscrutandus ingår i släktet Callochiton och familjen Ischnochitonidae. Inga underarter finns listade i Catalogue of Life.